# G7 del 2014

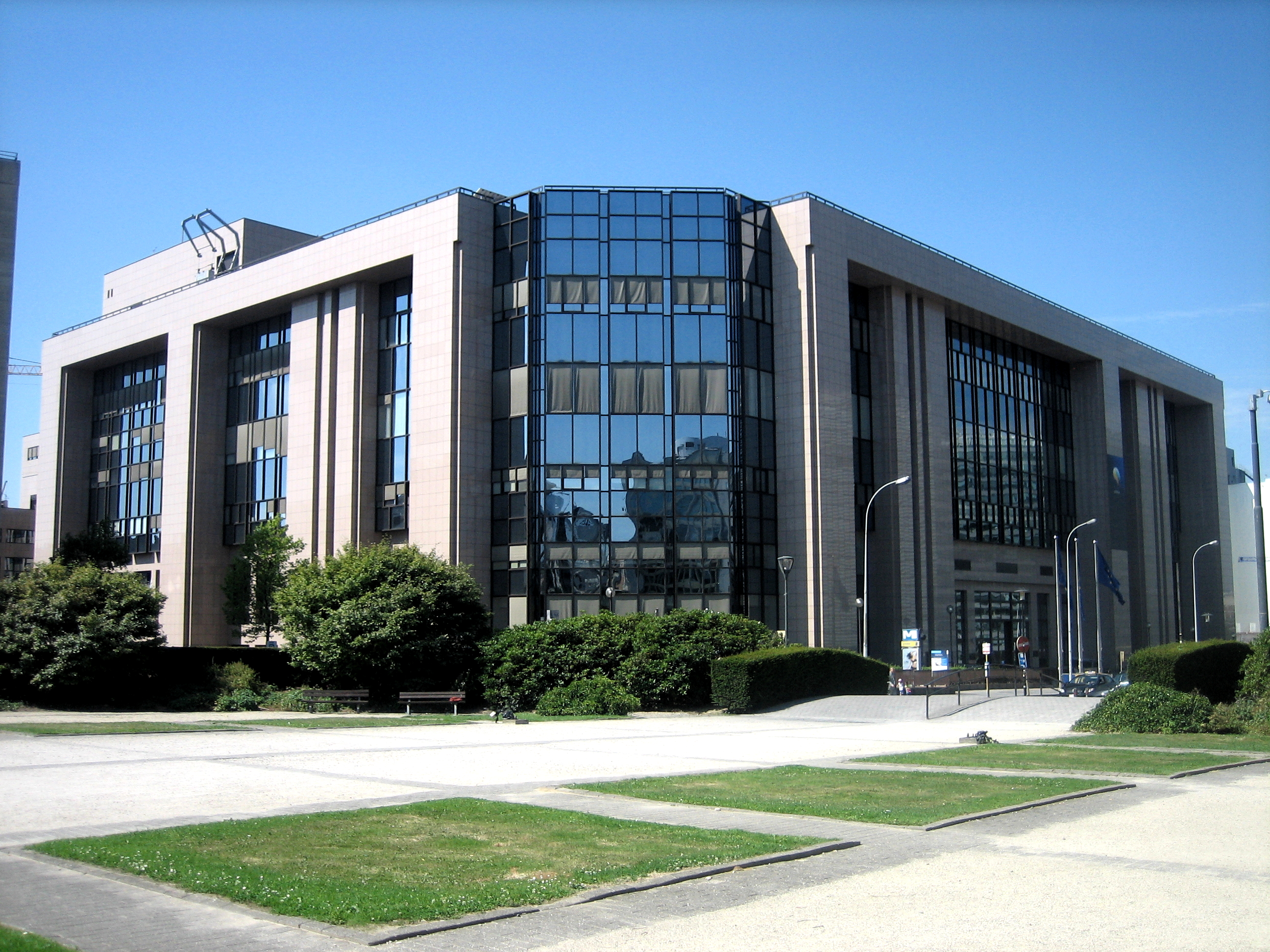
Il Palazzo Justus Lipsius di Bruxelles, sede del vertice

Il 40º vertice del G7 si è svolto presso Palazzo Justus Lipsius, sede del Consiglio dell'Unione europea, a Bruxelles in Belgio il 4 e il 5 giugno 2014. Il vertice è stato presieduto per la prima volta dall'Unione europea, che solitamente partecipa ai vertici senza assumerne la presidenza.

## Sospensione della Russia e spostamento della sede
Il summit era inizialmente previsto nel formato G8 a Soči, in Russia. Tuttavia in seguito alla crisi della Crimea del 2014 culminata con l'annessione unilaterale della Crimea da parte della Russia, negli Stati membri si parlò a lungo di una sospensione della Russia dal G8 e conseguentemente dell'annullamento del vertice di Sochi. Il 24 marzo i leader dei 7 Paesi, dopo una riunione informale tenutasi all'Aia in occasione del vertice sulla sicurezza nucleare, annunciarono ufficialmente che il summit non si sarebbe tenuto in Russia ma a Bruxelles nel formato G7. Per la prima volta dal 1996 quindi il vertice si è tenuto senza la partecipazione della Russia.

## Partecipanti

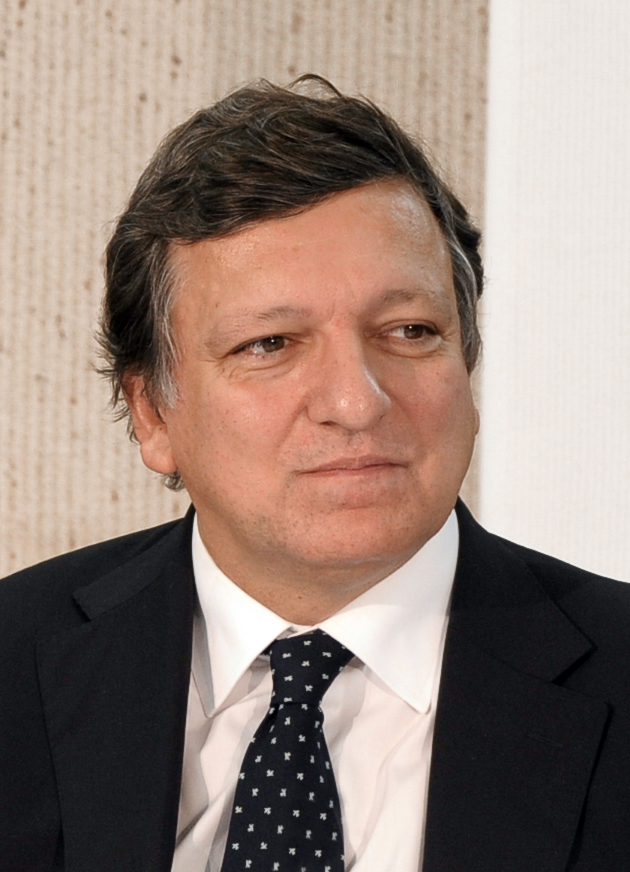
' José Manuel Barroso, Presidente della Commissione
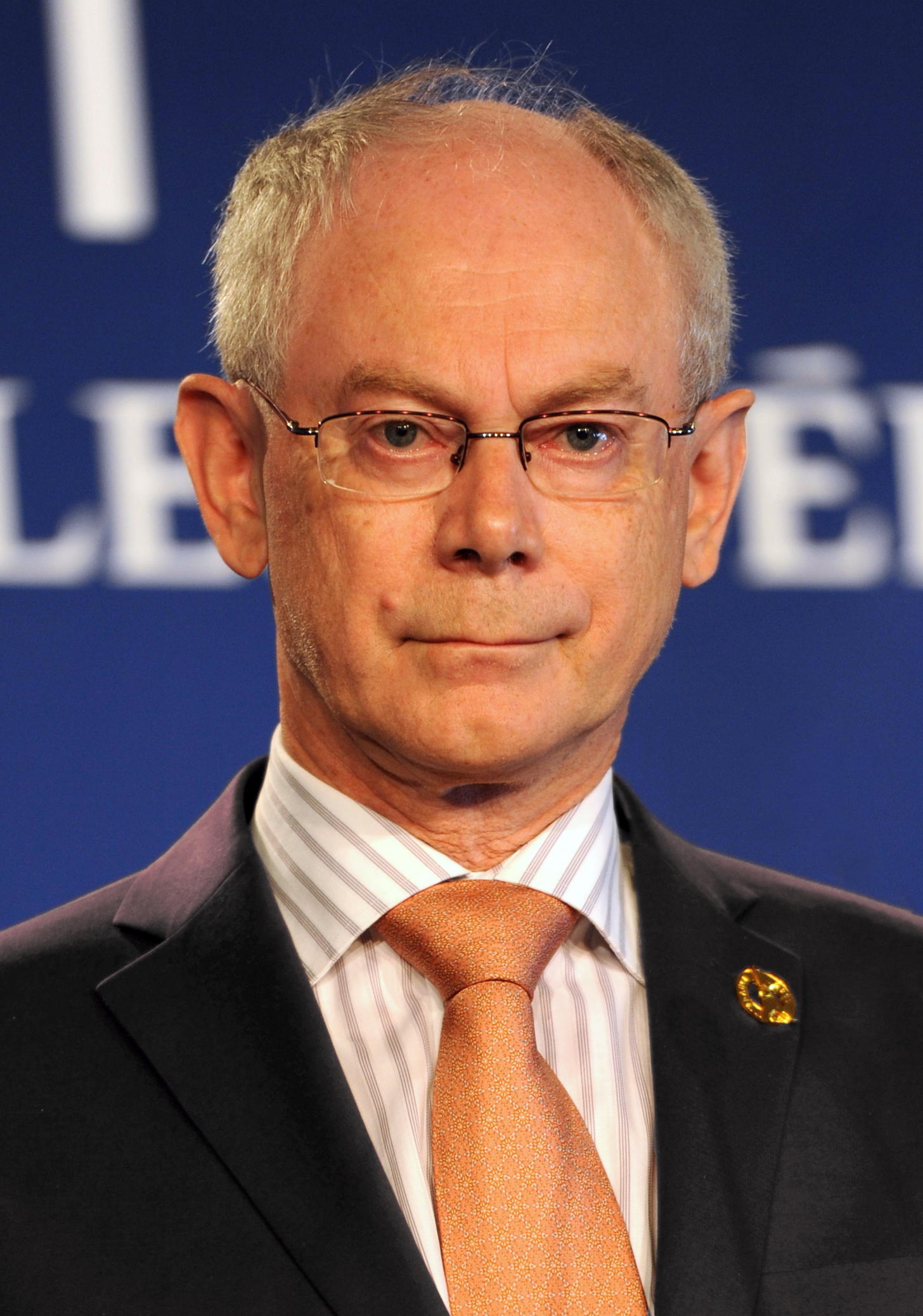
' Herman Van Rompuy, Presidente del Consiglio europeo
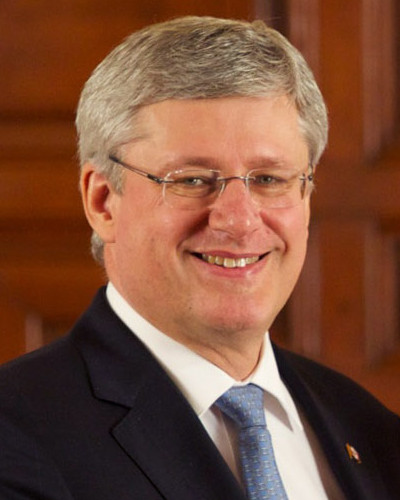
CAN Stephen Harper, Primo ministro
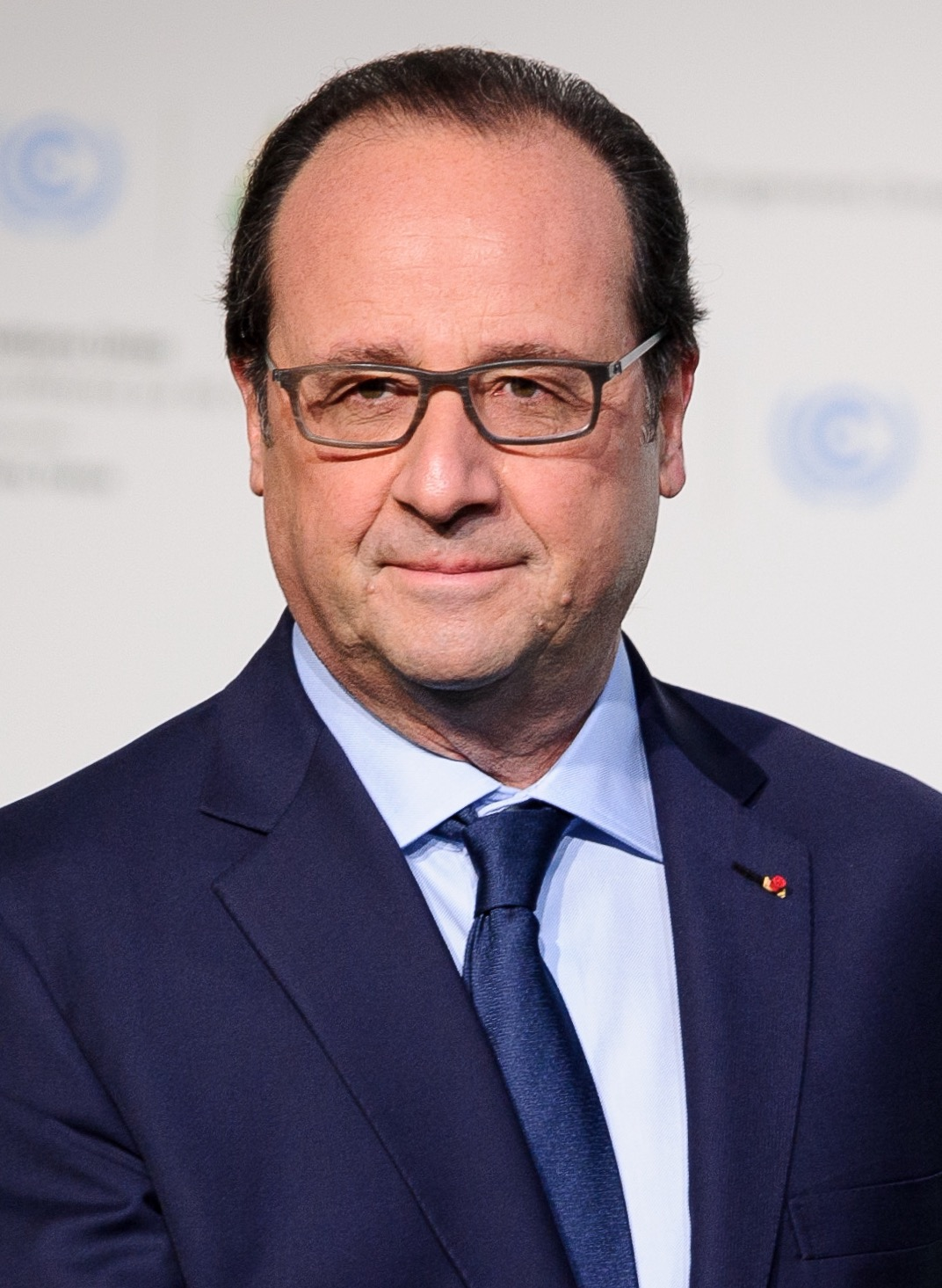
FRA François Hollande, Presidente
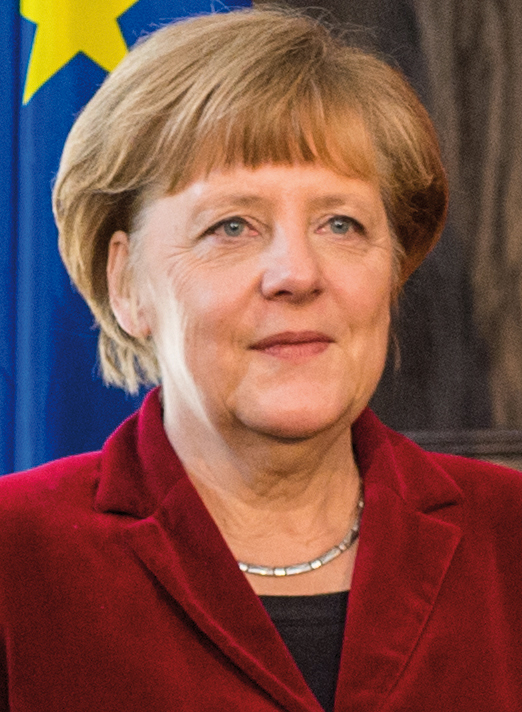
DEU Angela Merkel, Cancelliera
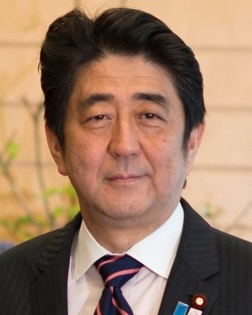
JPN Shinzō Abe, Primo ministro
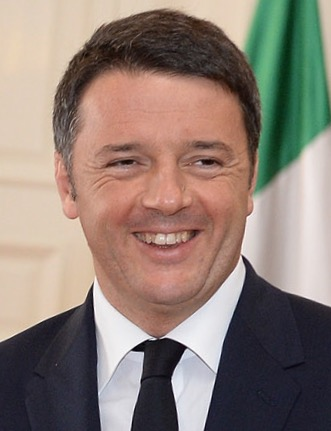
ITA Matteo Renzi, Presidente del Consiglio
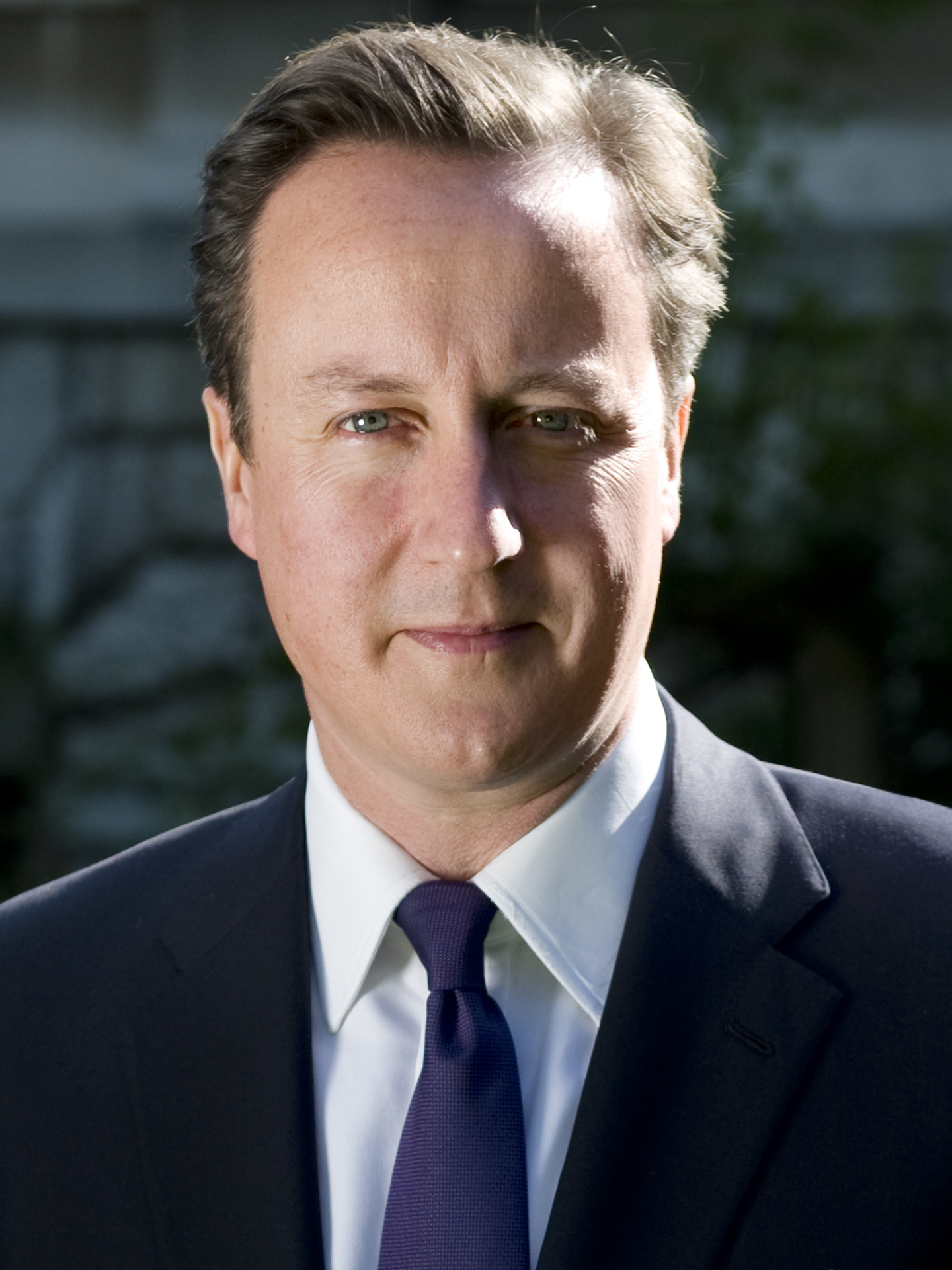
GBR David Cameron, Primo ministro
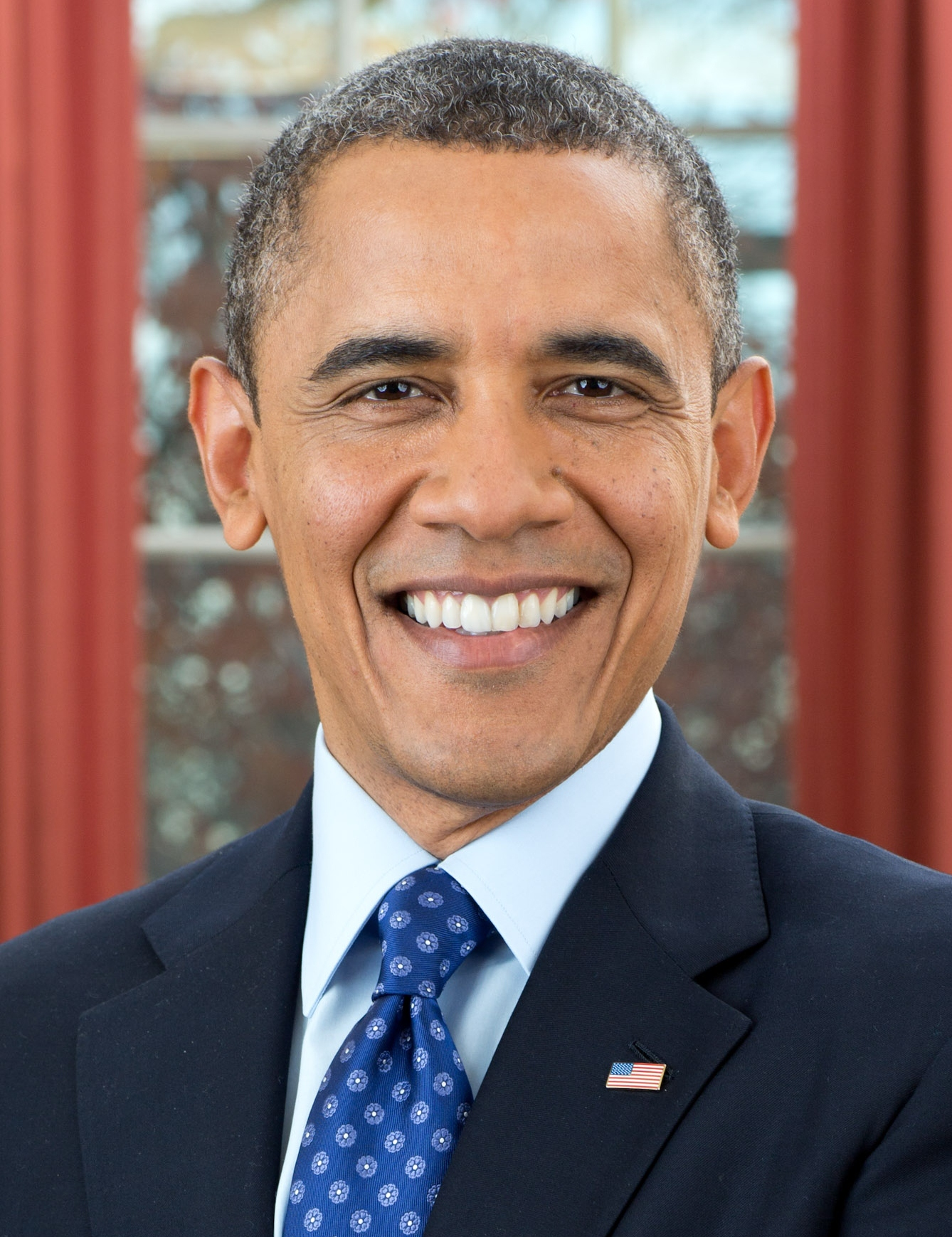
USA Barack Obama, Presidente

- Unione europea
José Manuel Barroso, Presidente della Commissione
- Unione europea
Herman Van Rompuy, Presidente del Consiglio europeo
- Canada
Stephen Harper, 
Primo ministro
- Francia
François Hollande, Presidente
- Germania
Angela Merkel, Cancelliera
- Giappone
Shinzō Abe, 
Primo ministro
- Italia
Matteo Renzi, 
Presidente del Consiglio
- Regno Unito
David Cameron, 
Primo ministro
- Stati Uniti
Barack Obama, Presidente

## Agenda
I principali temi trattati nel G7 sono stati:

### Politica estera
Il tema principale del vertice è stata la crisi in Ucraina. I leader hanno ribadito la condanna per l'annessione illegale della Crimea da parte della Russia. Hanno inoltre auspicato un allentamento della crisi tra i due Paesi e hanno invitato la Russia a collaborare con il neoeletto presidente ucraino Petro Poroshenko per perseguire una soluzione politica.
Tra gli altri temi di politica estera, il G7 ha denunciato le elezioni presidenziali fasulle avvenute in Siria il 3 giugno.

### Economia globale
Nel secondo giorno del vertice, i leader si sono concentrati sull'economia globale, in particolare sulla crescita globale e sulla lotta alla disoccupazione.

### Clima
Il G7 ha inoltre affrontato la questione dei cambiamenti climatici e della sicurezza energetica, affermando l'importanza di una diversificazione delle fonti energetiche e avallando le iniziative prese dal G7 per l'energia di Roma. I leader si sono poi nuovamente impegnati a limitare gli effetti del riscaldamento globale e a favorire un accordo globale sul clima nel 2015.